# LC4
De LC4 is een stoel ontworpen door Charlotte Perriand en staat ook wel bekend als de LC4 Chaise Longue. Charlotte Perriand was in dienst van Le Corbusier die niet aarzelde het ontwerp het zijne te noemen.
Het is een van de bekende ontwerpen van het bedrijf Le Corbusier. De LC4 Chaise Lounge werd voor het eerst tentoongesteld op de Salon d'Automne van 1929. Dit was een beurs als reactie op het conservatieve beleid van de officiële Parijse salon, en werd bekend om zijn innovaties en ontwikkelingen in de 20ste eeuw. In de eerste tien jaar van zijn productie werden slechts 170 exemplaren verkocht. Perriands hoop was dat de Chaise Longue betaalbaar zou zijn, maar...
despite her best efforts to engage with industrial production, none of Perriand’s designs ever made it to the affordable mass market. She had hoped her chaise longue, with its curved tubular steel frame, would go down this route, but discussions with a manufacturer came to nothing.
De LC4 Chaise Longue is opgebouwd uit twee afzonderlijke en verschillende elementen: de basis en de stoel. De stoel, bestaande uit een buisvormig verchroomd stalen frame met elastische bandjes en leren bekleding, kan bewegen op de basis. De stoel is traploos 'verstelbaar' en in elke stand is de stoel in balans. Hij kan dus neergezet worden van helemaal rechtop tot volledige in rust. De vorm van de stoel is het resultaat van een studie naar de menselijke anatomie.
De LC4 wordt tot op de dag van vandaag in licentie gemaakt door Cassina uit Italië. Zij zijn gespecialiseerd in het fabriceren van hoogwaardige designmeubelen, zoals de LC4.